# Greg Bell (Leichtathlet)

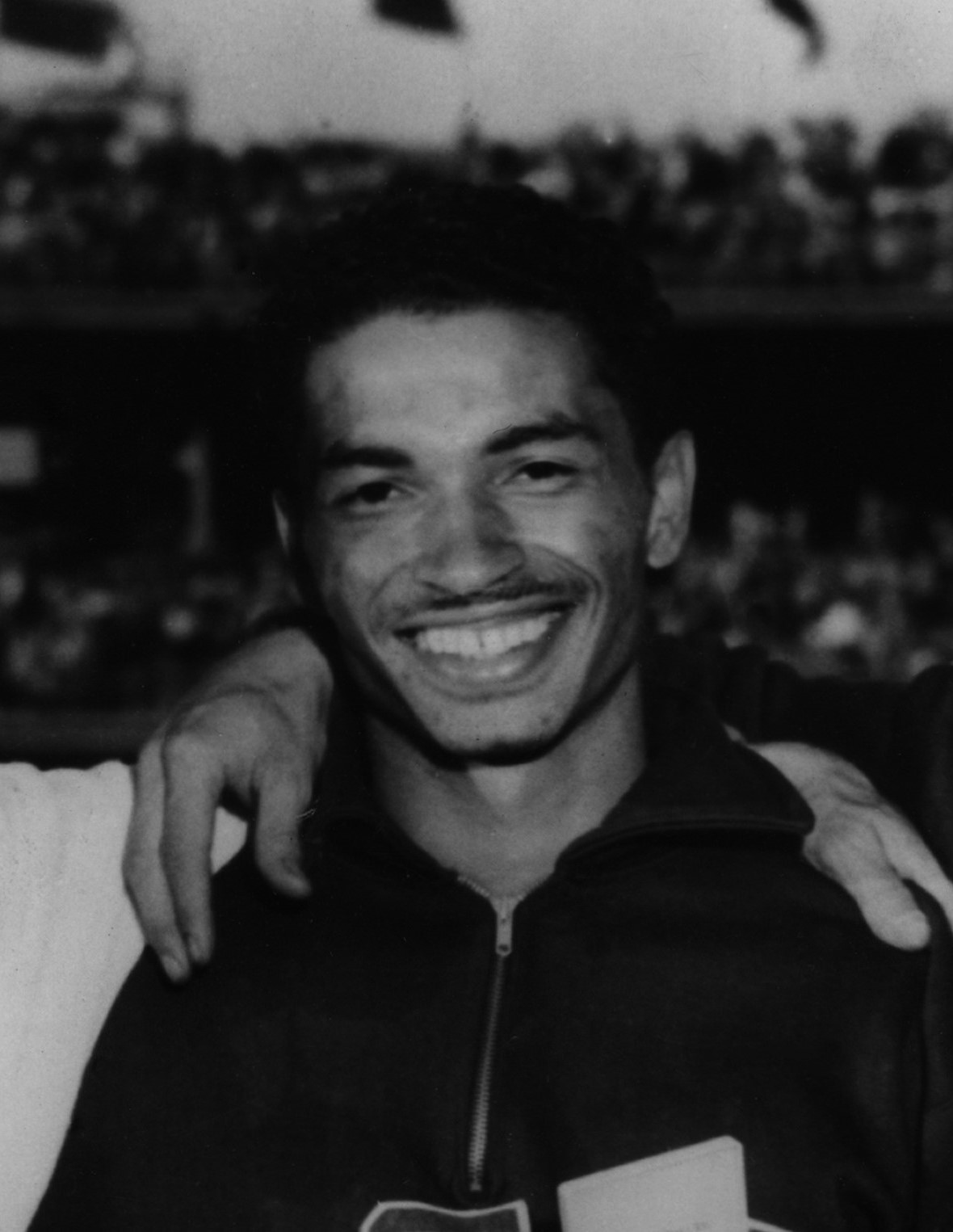
Greg Bell im Jahr 1956

Gregory Curtis „Greg“ Bell (* 7. November 1930 in Terre Haute, Indiana; † 25. Januar 2025 in Logansport, Indiana) war ein US-amerikanischer Leichtathlet. Er wurde 1956 Olympiasieger im Weitsprung.

## Karriere
Bei den Olympischen Spielen 1956 in Melbourne gewann er mit olympischem Rekord von 7,83 m. Er hatte 15 Zentimeter Vorsprung auf seinen Landsmann John Bennett, der Silber gewann. 1959 holte Bell Silber bei den Panamerikanischen Spielen in Chicago. Von 1956 bis 1959 führte er die Weltbestenliste im Weitsprung an. Mit 8,09 m (1956) und 8,10 m (1957 und 1959) kam er fast an den Uraltweltrekord von Jesse Owens heran, der 1935 8,13 m weit gesprungen war. 1955 und 1959 wurde er nationaler Meister im Freien, 1958 in der Halle.
Greg Bell war 1,74 m groß und wog in seiner aktiven Zeit 68 kg. Nach seiner Karriere war er als Zahnarzt tätig. Er wurde in die National Track and Field Hall of Fame aufgenommen.
Bell starb am 25. Januar 2025 im Alter von 94 Jahren in Logansport, Indiana.